# Euphorbia socotrana
Euphorbia socotrana es una especie de planta fanerógama perteneciente a la familia Euphorbiaceae. Es un endemismo de Yemen donde se encuentra en la isla de Socotra.

## Hábitat y ecología
Es una especie localmente común que se encuentra en zonas de arbustos suculentos y arbolado seco, semicaducos en las mesetas de piedra caliza; también encontrado, pero menos frecuente, en bosques semicaducos montanos en el granito en las montañas Haggeher a una altitud de 450 a 900 metros. Un árbol, un arbusto o rara vez, que se distingue fácilmente por su corteza marrón o casi blanco pálido y las hojas glaucas, que se agrupan en las puntas de las ramas y persisten en el árbol hasta bien entrada la estación seca. Se desprende de sus hojas en verano y entra en nueva hoja sólo si llueve.

## Taxonomía
Euphorbia socotrana fue descrita por Isaac Bayley Balfour y publicado en Proceedings of the Royal Society of Edinburgh 12: 93. 1884.
Etimología
Euphorbia: nombre genérico que deriva del médico griego del rey Juba II de Mauritania (52 a 50 a. C. - 23), Euphorbus, en su honor – o en alusión a su gran vientre – ya que usaba médicamente Euphorbia resinifera. En 1753 Carlos Linneo asignó el nombre a todo el género.
socotrana: epíteto geográfico que alude a su localización en Socotra.
Sinonimia
- Euphorbia socotrana subsp. socotrana	[4]